# Malia Jones
Malia Jones (Loma Linda, Califórnia, Estados Unidos em 27 de Março de 1977) é uma modelo e surfista estadunidense.

## Vida e carreira
Jones nasceu em Loma Linda, Califórnia, e mudou-se para Kailua, Havaí com dois anos de idade.  Jones é descendente de Havaianos, Espano-Filipinos-estadunidenses, Alemães e Ingleses. Ela começou a surfar de forma competitiva no início da adolescência, e aos 15 anos ganhou a divisão das meninas do United States Amateur Surfing Championship. Embora concorrentes, a revista Surfing Magazine viu e pediu-lhe para modelar para a sua emissão maiô, e, portanto, uma segunda carreira nasceu.
Desde então, ela já apareceu na capa de mais de uma dezena de revistas, e foi nomeada uma das "50 Pessoas Mais Bonitas" pela revista People, e uma das "10 atletas mais sexys" da América pela Esquire. Ela também tem sido um modelo de maiô da Sports Illustrated. Jones fez comerciais de TV para a American Express, Capri Sun, a Coca-Cola, Corona Beer, e VO5 shampoo. Jones também foi consultora do filme da Disney, Lilo & Stitch. Ela também projeta uma linha de roupas de banho sportswear para Mambo Graphics.
Ela se casou com surfista Conan Hayes, em 1999, depois se divorciaram. Em 2007, casou-se surfista profissional australiano Luke Stedman. Em 2009, ela deu à luz o filho do casal. O casal está separado. Jones divide seu tempo entre Havaí, França e Sydney na Austrália.
Jones e seu namorado, o ator Alex O’Loughlin, teve um filho nascido em outubro de 2012.